# 麥可·摩士
麥可·摩士（英語：Michael John Morse，1982年3月22日—）出生於佛羅里達州的羅德岱堡，現為美國職棒大聯盟舊金山巨人的一壘手和外野手。

## 職業生涯

### 西雅圖水手
摩士是2000年大聯盟選秀會中於第3輪第82名被芝加哥白襪選中的球員。2004年6月27日，摩士在弗雷迪·賈西亞交易案中，被交易到西雅圖水手。2005年球季，摩士從3A開始他的球季。5月31日，因水手游擊手Yuniesky Betancourt受傷，他被球隊從小聯盟升上大聯盟。2008年的春訓中，摩士繳出0.492的高打擊率，但這一年他只有先發5場比賽，因為在和洛杉磯安那罕天使的比賽中，為了接球而造成唇撕裂傷，整個球季報銷。

### 華盛頓國民
2009年4月1日，摩士被球隊指定派遣放在讓渡名單中，之後送往3A球隊。之後水手以摩士和華盛頓國民交易外野手Ryan Langerhans。
2010年球季，摩士繳出0.298打擊率、15發全壘打、41分打點和22次獲得保送的成績。2011年春訓，摩士在葡萄柚聯盟（Grapefruit League）繳出排名領先的9發全壘打和18分打點的成績。5月22日，由於國民的一壘手Adam LaRoche受傷進入傷兵名單，而由原本擔任左外野手的摩士擔任球隊的先發一壘手，並於球季中以優異的表現，站穩球隊第四棒位置，總計他在2011球季繳出.303打擊率158支安打31支全壘打95分打點皆為全隊最高。球季結束後受邀至臺灣參加MLB全明星台灣賽，代表MLB隊出賽，並轟出一支全壘打。
2012年球季，摩士因為在春訓中闊背肌拉傷，晚了大約兩個月才重回國民的40人名單當中。

### 回鍋西雅圖水手
1月17日國民在一樁3隊交易中得到A.J. Cole等3位投手，Morse則回到西雅圖，還得到投手Blake Treinen與1位日後指名的球員

## 私人生活
摩士畢業於位在佛羅里達州戴維（Davie）的諾瓦中學（Nova High School）。摩士的家人住在多佛，他有5位兄弟和1位姊姊。

## 外部連結
- 球員資訊和成績在MLB，ESPN，Baseball-Reference，Fangraphs，The Baseball Cube，Baseball-Reference (Minors)（英文）